# Åsögatan

"Vintermotiv från Åsögatan 145", Carl Larsson 1886.

Åsögatan är en gata på Södermalm i Stockholm. Gatan börjar i väst som en parallellgata till Magnus Ladulåsgatan, korsar Götgatan och sträcker sig sedan österut till Kvastmakartrappan på Åsöberget, en distans på cirka 1,6 kilometer.

## Namnet
Åsön är ett äldre namn på ön Södermalm, med Södermalm avsågs ursprungligen bara delarna på ön närmast staden. Åsögatan fick sitt nuvarande enhetliga namn vid Namnrevisionen i Stockholm 1885. Innan dess bestod dagens Åsögatan av Åsögatan (från dagens Södersjuhuset till dagens Västgötagatan), Falkenbergsgatan (från dagens Västgötagatan till dagens Erstagatan) och Lilla Bondegatan (öster om dagens Erstagatan). Gatans olika avsnitt kallades före 1885 bland annat för Dagekarlsgathun (1600-tal) och Sillpackargatan (1600-tal tills sjön Fatburen fylldes igen på 1850-talet). Samtidigt fick även Åsöberget sitt namn.  

## Bebyggelsen
En promenad på Åsögatan från väst till öst är även en vandring genom Stockholms arkitektur från 1990-talet tillbaka till 1700-talet. Längst i väster finns kvarteret Nattugglan och nybyggda bostadskvarter från slutet av 1990-talet. Vid Götgatan reser sig före detta Skatteskrapans 26 våningar höga kontorshus (idag studentbostäder), som skapades av Paul Hedqvist på 1950-talet. På östra sidan Götgatan märks biograf Victoria, som uppfördes 1936 för Sandrew Film & Teater AB, arkitekt Ernst Grönwall. Lite längre österut, Åsögatan 111–121, låg fram till 1962 Neumüllers Bryggeri. Idag finns i industribyggnaden från ett möbelvaruhuset Stalands möbler och diverse kontor. Sedan följer bostadshus från 1800-talets slut, där utmärker sig  Pelarhuset vid Åsögatan 172, ritad av arkitekt Adolf Emil Melander 1886. 

Byggnader från väst till öst (urval)
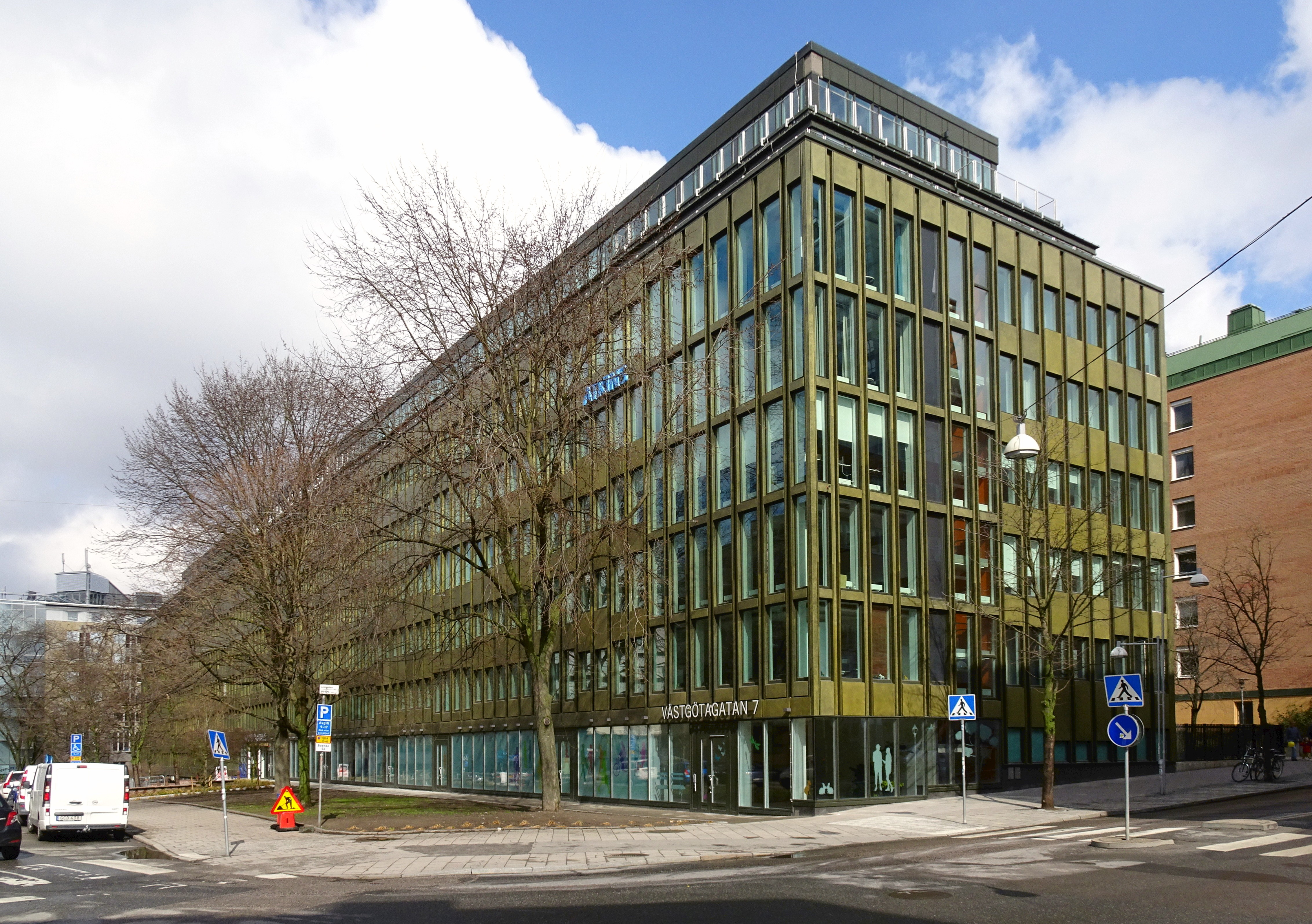
Kvarteret Nattugglan
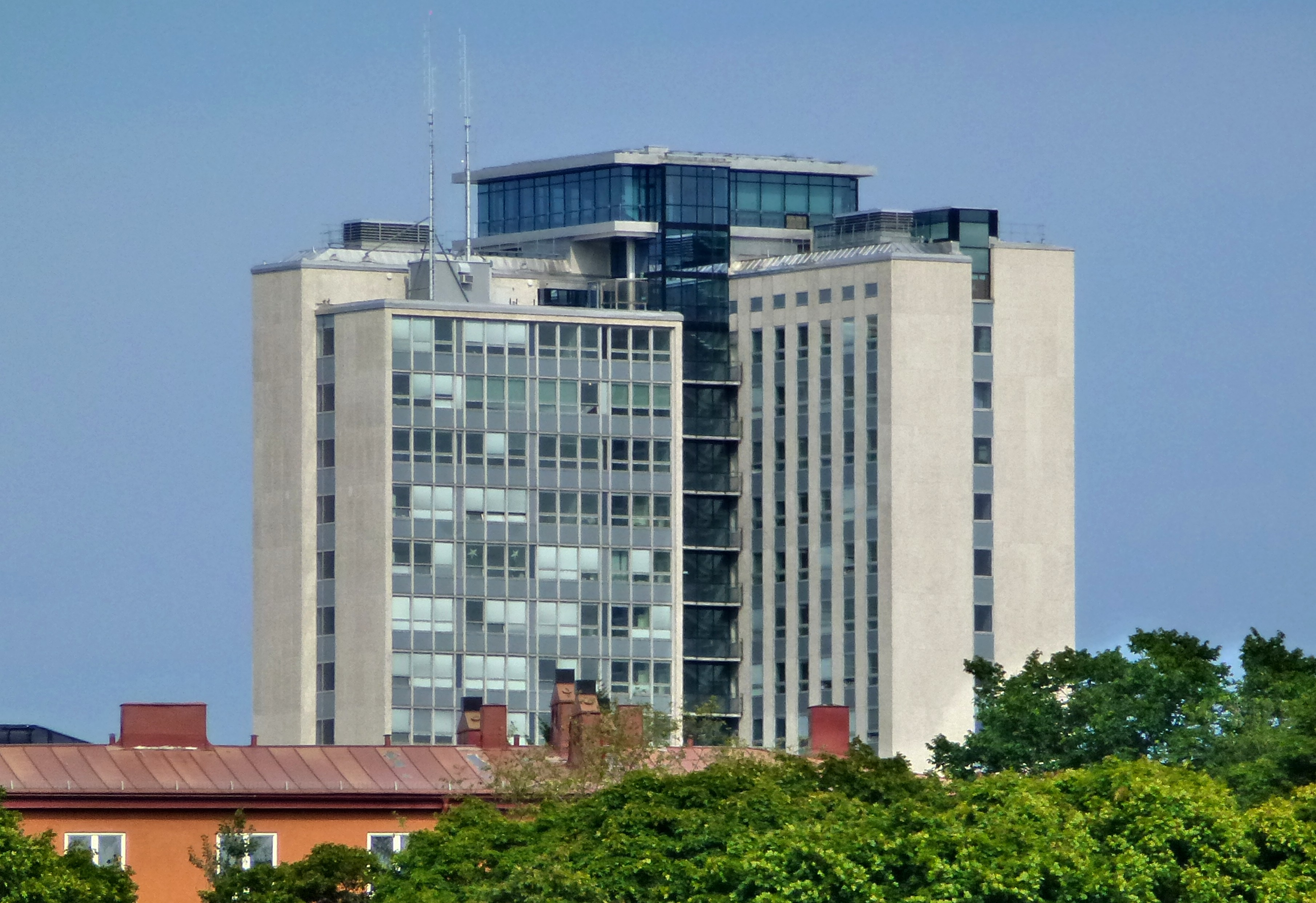
Skatteskrapan
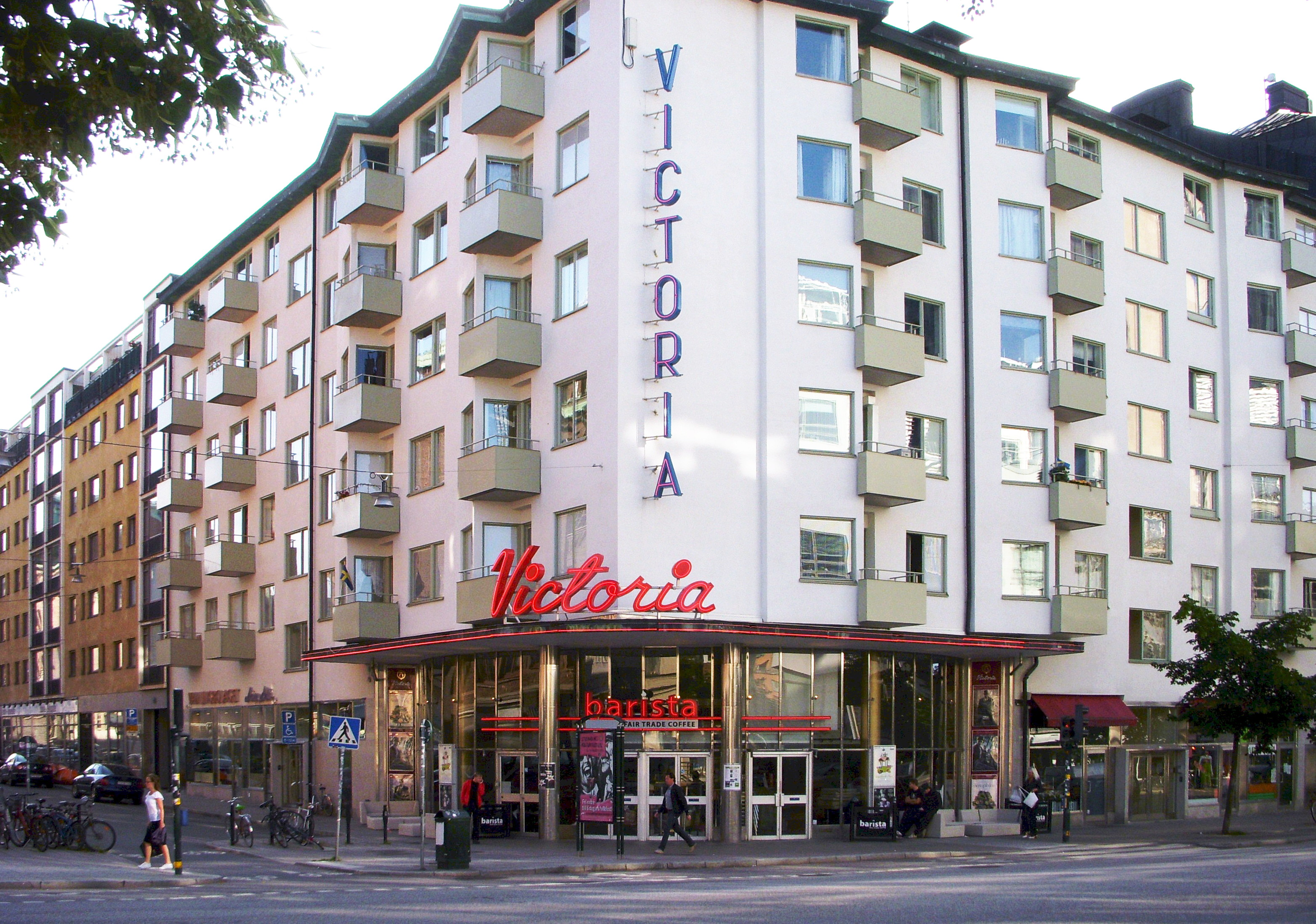
Biograf Victoria
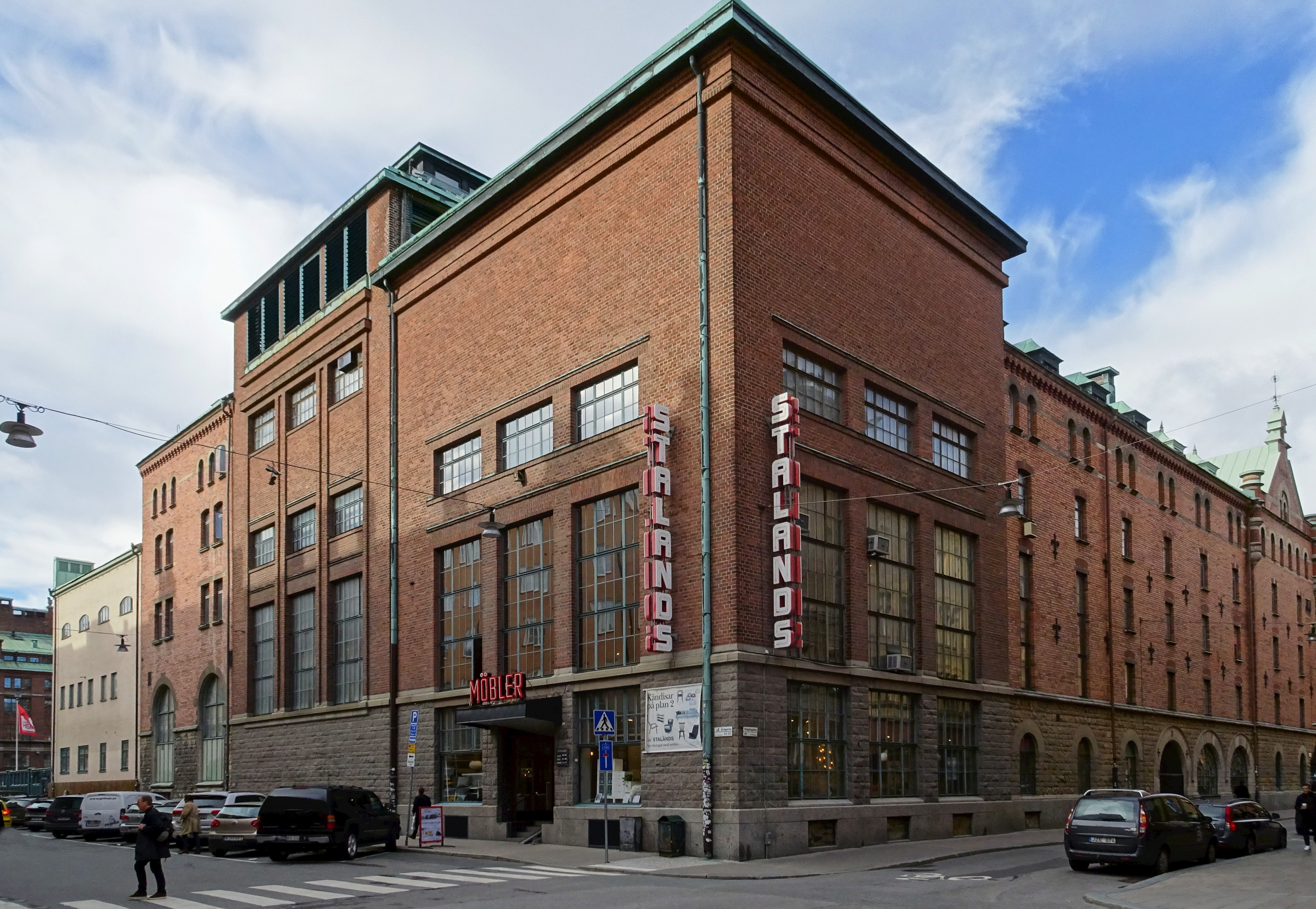
Stalands möbler, f.d. Neumüllers Bryggeri
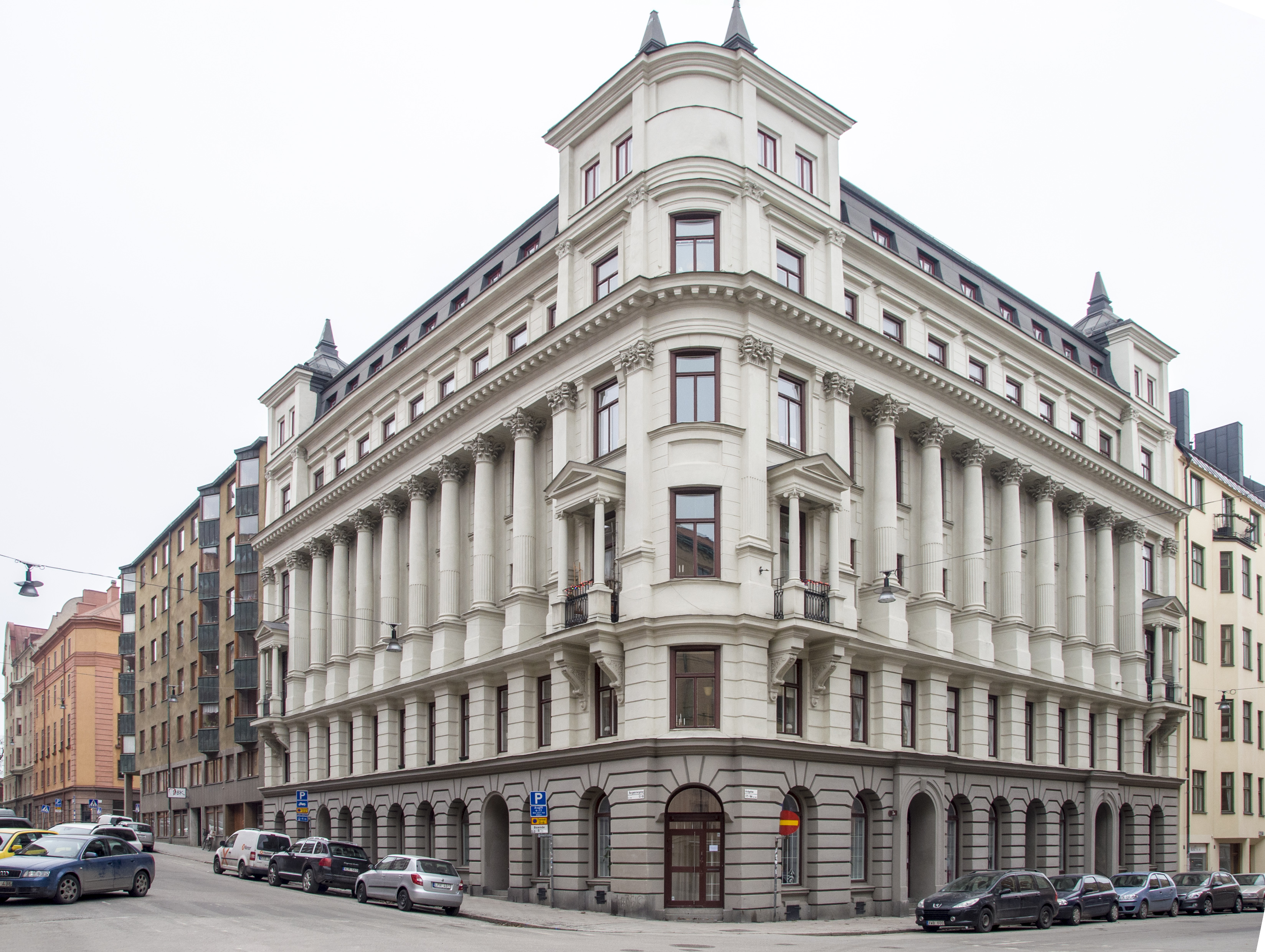
Pelarhuset

### Åsögatans reservatsområde

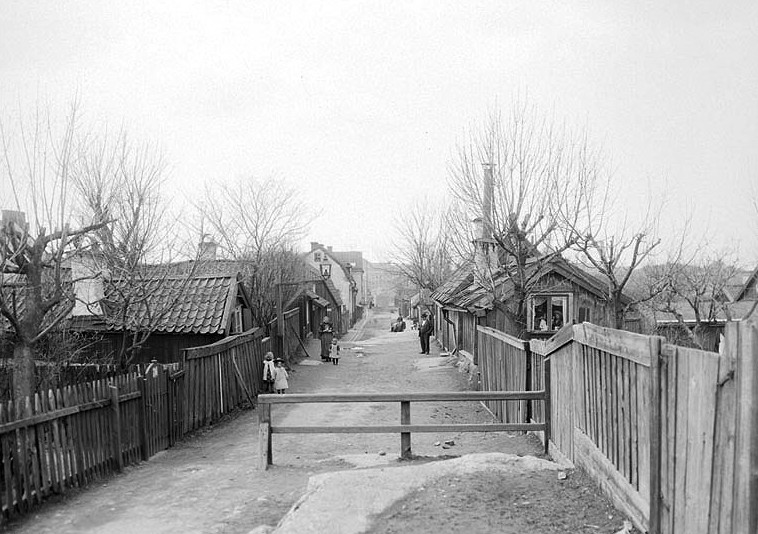
Åsögatans östra del 1902.

Åsögatans ostligaste avsnitt har delvis behållit sin 1700-tals bebyggelse med små röda stugor. Enligt stadsplaner från slutet av 1800-talet skulle Åsögatan breddas och avslutas i en stor rund plats på Åsöbergets topp, vilket hade krävt omfattande rivningar. Runt sekelskiftet 1900 började därför Stockholms stad förvärva de av rivningarna berörda fastigheter för att skaffa plats för nya gator och torg. 1931 sänktes Åsögatan från Sågargatan österut och en del av bebyggelsen ligger idag högre än omgivande stenhus. Mest påtagligt blev sänkningen för hörnhusen Åsögatan / Sågargatan.
Regleringsplanerna för Åsögatan fullföljdes aldrig och en del av den historiska bebyggelsen kunde bevaras, mycket tack vare politikern Anna Lindhagen, dotter till Albert Lindhagen, regleringsplanens upphovsman. Redan på 1910-talet började hon verka för ett bevarande av några äldre stockholmsmiljöer. Först 1956 och 1963 beslöt dåvarande stadsfullmäktige att ”godkänna förslag om ordnande av kulturreservat på bland annat Åsöberget”. I oktober 1984 godkändes även gällande stadsplan (Pl 5835) där den historiska bebyggelsen vid Åsögatan blev Q-märkt.
Området hör sedan 1956 tillsammans med liknande hus vid Lotsgatan, Skeppargränd, Kvastmakarbacken och Kvastmakartrappan till kulturreservatet Åsöberget. De ägs och förvaltas av AB Stadsholmen och är blåmärkta av Stadsmuseet i Stockholm, vilket innebär "att bebyggelsen bedöms ha synnerligen höga kulturhistoriska värden".
I huset med nuvarande nummer 195 hade Albert Engström sin "wigwam" och där mantalskrev han även sin fiktiva figur Kolingen. På adressen fanns tidigare Carl Larssons ateljé liksom konstnärsgruppen De tre. Kvartersnamn som  Tjärhovet, Lotsen och Masten påminner om att det här bodde sjömän och varvsarbetare från det närbelägna Södra varvet vid Tegelviken. Där Åsögatan övergår i Kvastmakartrappan finns Stockholms högsta husnummer inom tullarna, Åsögatan 206–208 (jämna) och 213 (ojämna). Tidigare fanns även nummer 215, där ligger idag kvarteret Tjärboden.

Reservatsbyggnader från väst till öst (urval)
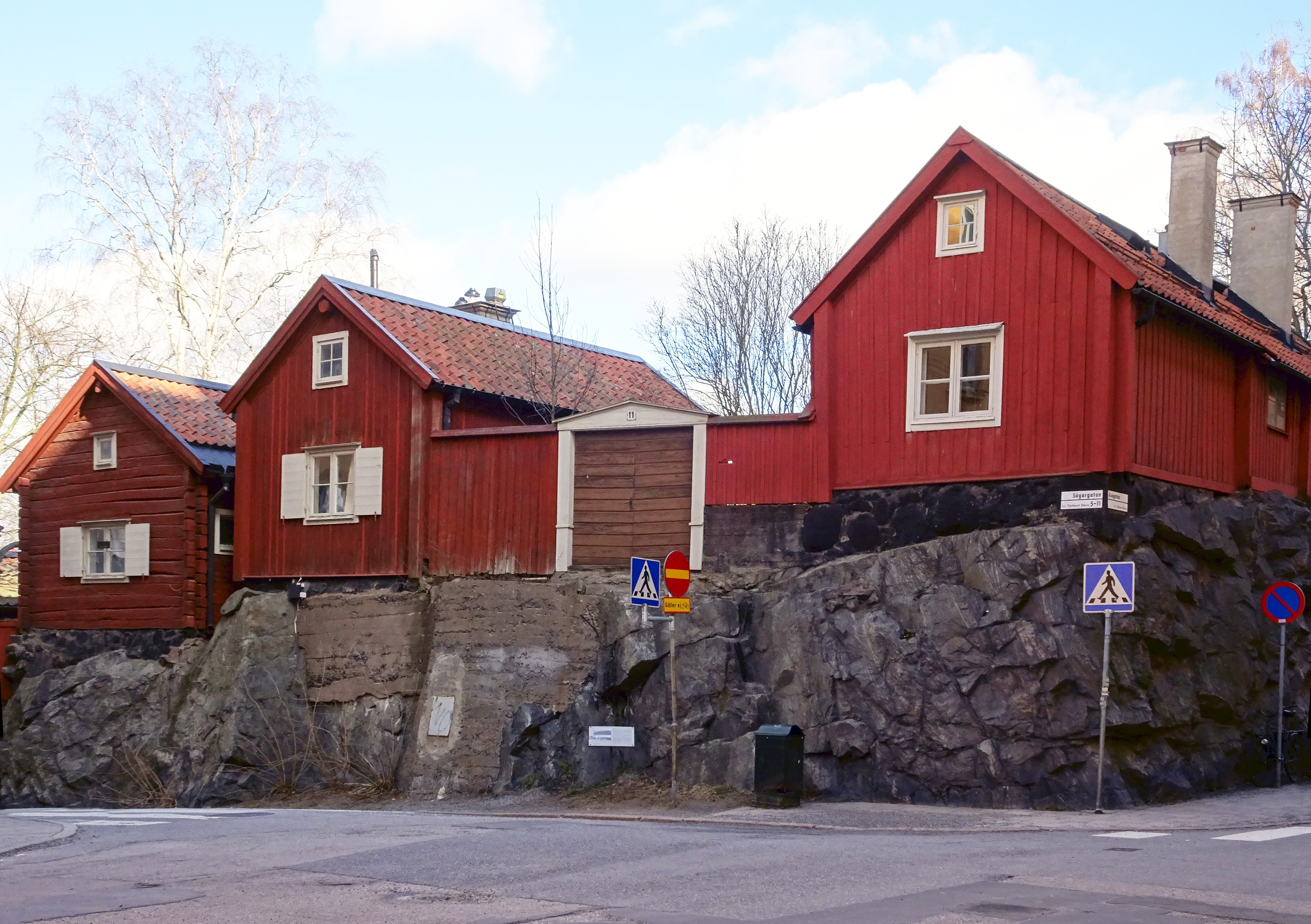
Åsögatan vid Sågargatan
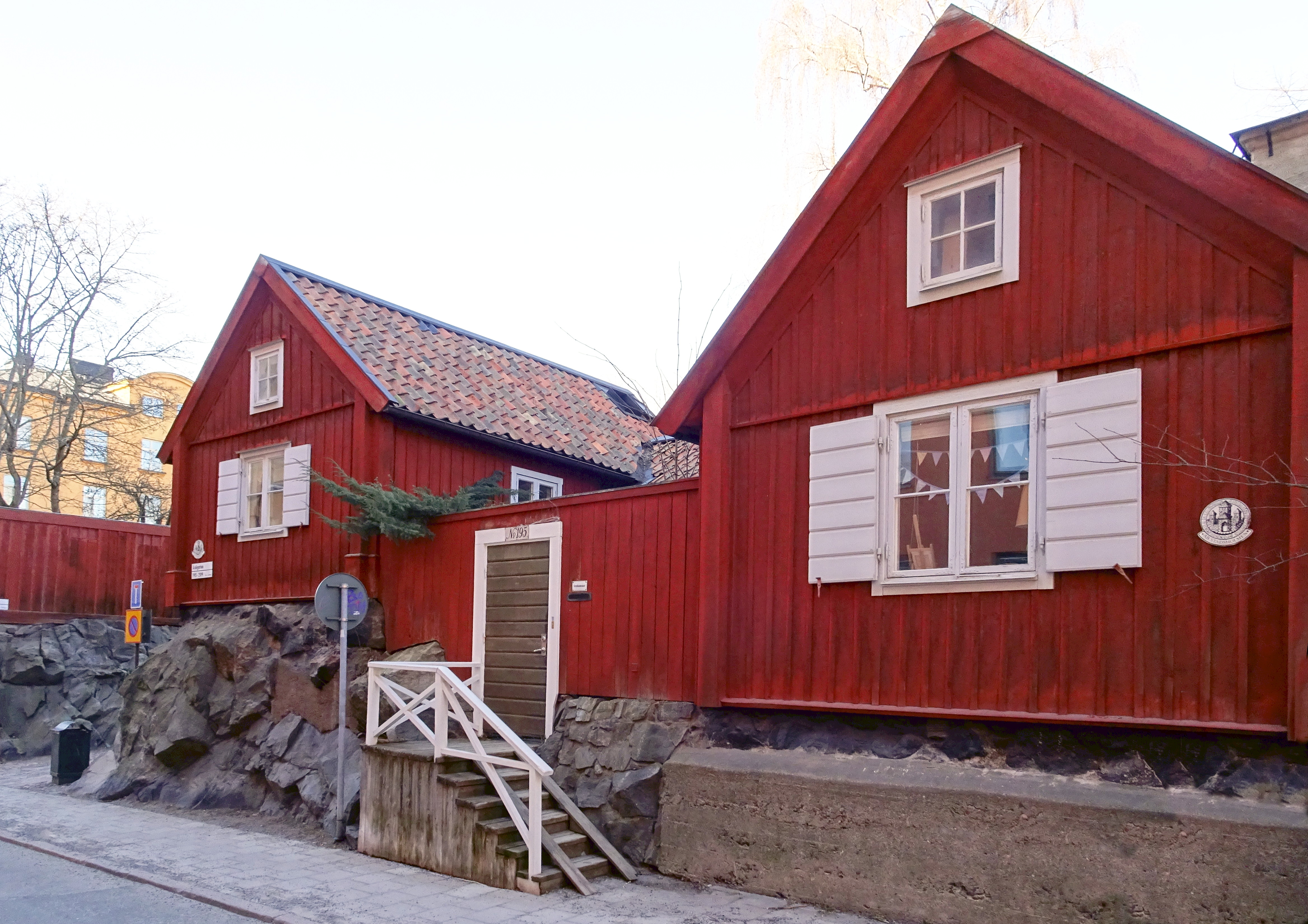
Åsögatan 195
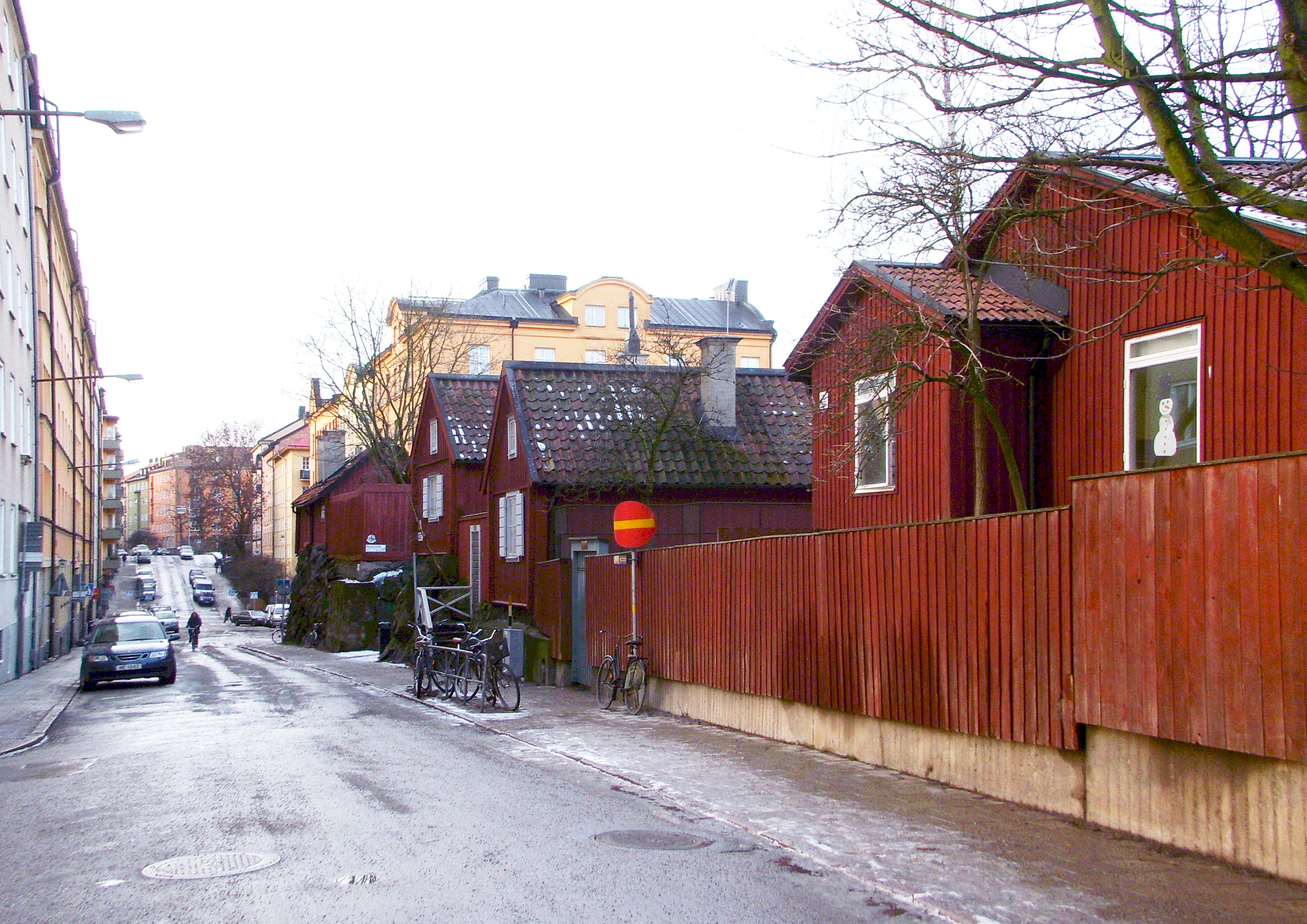
Åsögatan västerut
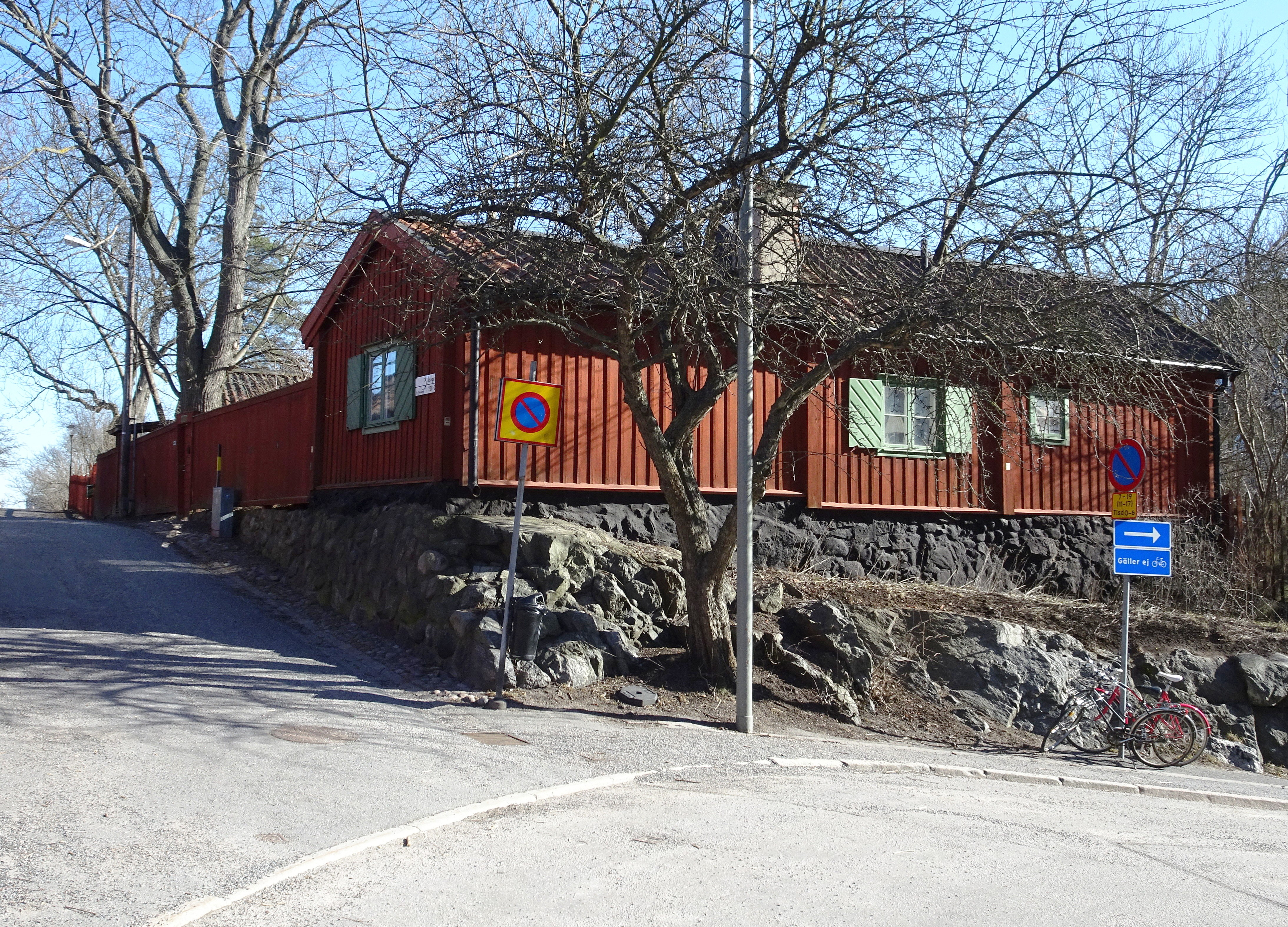
Åsögatan nr 206–208
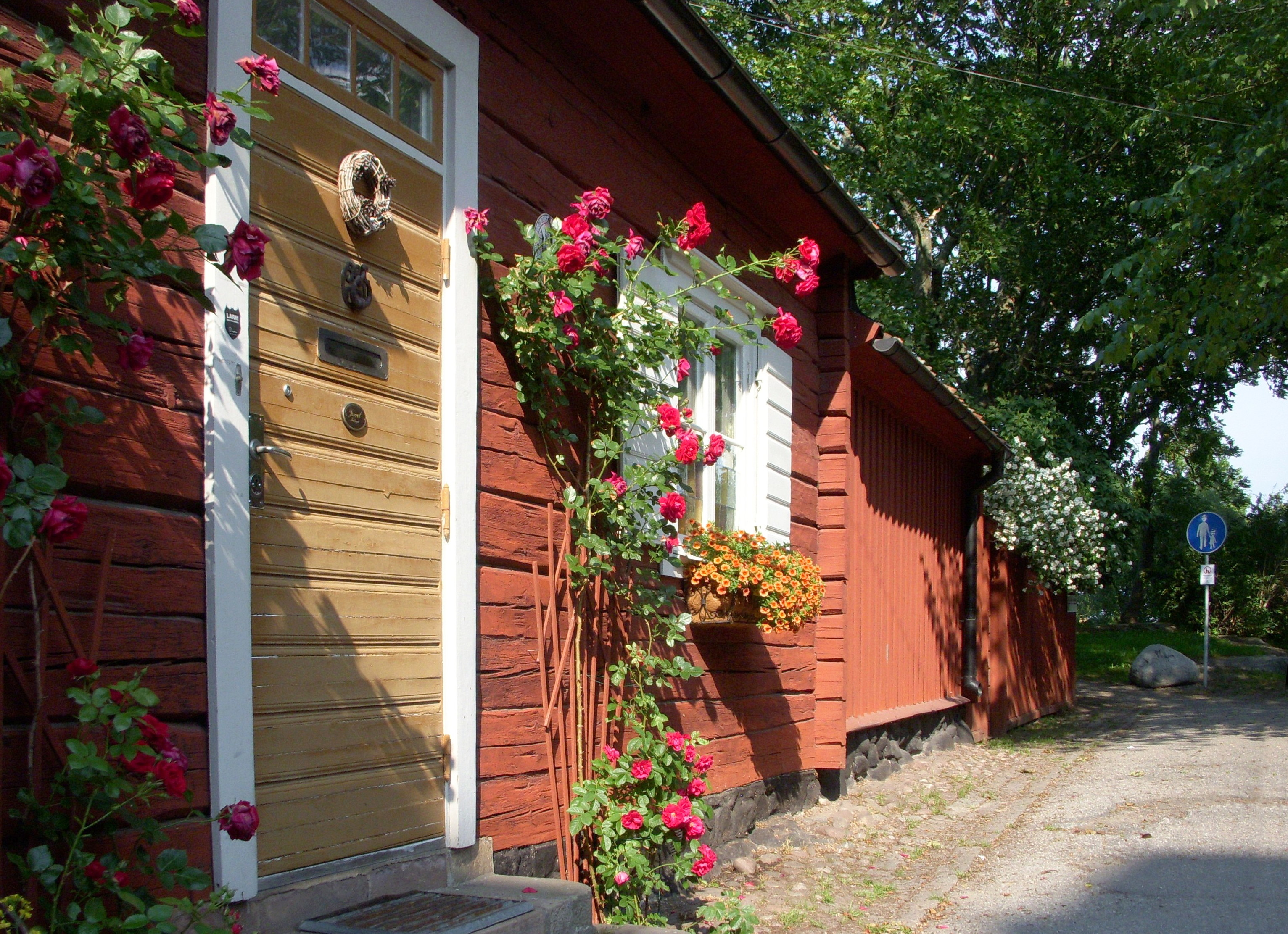
Åsögatan nr 213

## Åsögatan i populärkulturen
Åsöberget och det som blev Åsögatan beskrivs i Per Anders Fogelströms böcker, inte minst i stadserien.
Albert Engströms figur Kolingen var bosatt på Åsögatan 195, där han "logerar hos Fula Filip, vilken i sin tur innebor hos Feta Fille ... etc".